# Frederick Hopkins
Frederick Gowland Hopkins, född 20 juni 1861 i Eastbourne, Sussex, död 16 maj 1947 i Cambridge, var en brittisk läkare och biokemist. År 1929 erhöll han Nobelpriset i fysiologi eller medicin.
Hopkins blev 1913 professor i biokemi vid Cambridge University, och var en av vitaminforskningens grundläggare. År 1901 upptäckte han aminosyran tryptofan. Härigenom kom han in på frågan om äggvitekropparnas fullvärdighet i biologiskt hänseende. Utfodringsförsök med rena substanser, vilka han senare utförde på råttor, övertygade honom snart att tillväxten blir ofullständig och snart avstannar, om man uteslutande använder fett, äggvita, kolhydrater, vatten och salter. Hopkins visade att tillförsel av små mängder mjölk åter satte igång tillväxten. Redan 1906 och 1909 meddelade Hopkins dessa rön, men först 1912 kom den utförliga publikationen med beviset för ett fettlösligt vitamin som nödvändigt för tillväxten. Dessa och Christiaan Eijkmans upptäckter av vitaminerna innebar en revolution inom näringsläran och skapade också nya möjligheter till förståelse för ett flertal bristsjukdomar och deras förebyggande. Välkända är även Hopkins undersökningar av mjölksyrebildningen i vävnaderna genom att från levande vävnader isolera ämnet glutation.
Asteroiden 9677 Gowlandhopkins är uppkallad efter honom.